# Ferrovia Belfast-Derry
La ferrovia Belfast–Derry (in inglese Belfast–Derry railway line) è una linea ferroviaria dell'Irlanda del Nord che collega Belfast a Derry.
È gestita dalla Northern Ireland Railways (NI Railways), la compagnia che gestisce tutte le ferrovie dell'Ulster.

## Caratteristiche
La linea è una ferrovia a binario semplice, ad eccezione del tratto tra Monkstown e Belfast Great Victoria Street che è a doppio binario oltre che ad esser in comune con la ferrovia per Larne.

## Percorso
| Head station |

| Unknown route-map component "CONTgq" | Junction both to and from right |  |

| Station on track |

| Station on track |

| Station on track |

| Unknown route-map component "hKRZWae" |

| Unknown route-map component "CONTgq" | Unknown route-map component "ABZgr" |  |

| Unknown route-map component "hKRZWae" |

| Station on track |

| Unknown route-map component "eBHF" |

|  | Unknown route-map component "KRWgl" | Unknown route-map component "KRW+r" |

|  | Straight track | Non-passenger station/depot on track |

|  | Unknown route-map component "KRWg+l" | Unknown route-map component "KRWr" |

| Unknown route-map component "KRW+l" | Unknown route-map component "KRWgr" |  |

| Non-passenger end station | Straight track |  |

| Unknown route-map component "pINT" |

| Unknown route-map component "CONTgq" | Unknown route-map component "ABZgr" |  |

| Unknown route-map component "exCONTgq" | Unknown route-map component "eABZg+r" |  |

| Unknown route-map component "eHST" |

| Unknown route-map component "eHST" |

| Station on track |

| Unknown route-map component "eHST" |

| Unknown route-map component "exCONTgq" | Unknown route-map component "eABZgr" |  |

| Unknown route-map component "eHST" |

| Unknown route-map component "eHST" |

| Unknown route-map component "eBHF" |

| Unknown route-map component "eHST" |

| Unknown route-map component "eHST" |

|  | Unknown route-map component "ABZg+l" | Unknown route-map component "CONTfq" |

| Station on track |

| Unknown route-map component "eHST" |

|  | Unknown route-map component "eABZgl" | Unknown route-map component "exCONTfq" |

| Unknown route-map component "eHST" |

| Unknown route-map component "eHST" |

| Unknown route-map component "exdCONTgq" | Unknown route-map component "evSTR+r-STR" |  |

| Unknown route-map component "d" | Unknown route-map component "exdBHF-L" | Unknown route-map component "dBHF-R" |  |

| Unknown route-map component "exdCONTgq" | Unknown route-map component "evSTRr-STR" |  |

| Station on track |

| Unknown route-map component "eHST" |

| Unknown route-map component "eHST" |

| Unknown route-map component "eHST" |

| Unknown route-map component "d" | Unknown route-map component "exdKBHFa-L" | Unknown route-map component "dBHF-R" |  |

| Unknown route-map component "exdCONTgq" | Unknown route-map component "evSTRr-STR" |  |

|  | Unknown route-map component "eABZg+l" | Unknown route-map component "exCONTfq" |

| Unknown route-map component "eHST" |

| Station on track |

| Unknown route-map component "CONTgq" | Unknown route-map component "ABZgr" |  |

| Unknown route-map component "hKRZWae" |

| Unknown route-map component "eHST" |

| Station on track |

| Enter and exit short tunnel |

| Enter and exit short tunnel |

| Unknown route-map component "eHST" |

| Unknown route-map component "eHST" |

| Unknown route-map component "eHST" |

| Station on track |

| Unknown route-map component "hKRZWae" |

|  | Unknown route-map component "eABZg+l" | Unknown route-map component "exCONTfq" |

| Unknown route-map component "eHST" |

| Unknown route-map component "eHST" |

| Unknown route-map component "eHST" |

| Unknown route-map component "eHST" |

| Unknown route-map component "eHST" |

| Unknown route-map component "eHST" |

| Unknown route-map component "hKRZWae" |

| End station |

## Traffico

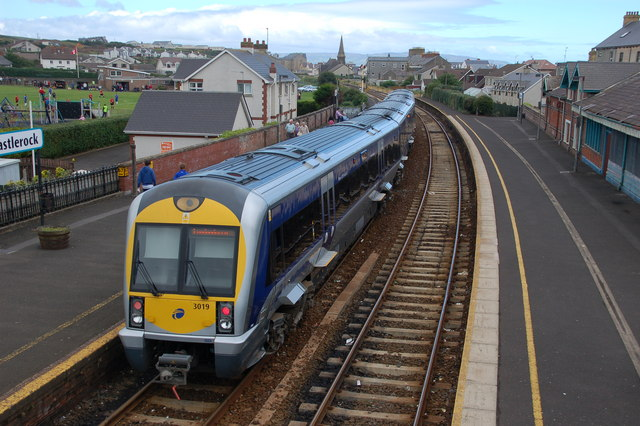
Treno Classe 3000 a Castlerock

Nell'orario dei giorni feriali (lunedì-venerdì) c'è un treno ogni due ore per ogni direzione da Belfast Great Victoria Street a Londonderry. Durante le ore di punta ci sono servizi aggiunti che partono, o terminano a Portrush o Ballymena. Durante il sabato c'è qualche treno in meno, ma quelli presenti hanno una frequenza di un treno ogni due ore. La domenica ci sono cinque treni per ognuna delle due direzioni. Sebbene la stazione di Whiteabbey si trovi sulla linea ci sono solo due servizi giornalieri durante la mattina che vi fanno fermata.